# Port Angeles
Port Angeles är administrativ huvudort i Clallam County i delstaten Washington i USA. Vid 2010 års folkräkning hade Port Angeles 19 038 invånare.